# Will Osborne
Will Osborne (* 25. November 1906 in Kanada; † 22. Oktober 1981 in Los Angeles) war ein in Kanada geborener US-amerikanischer Sänger, Schlagzeuger und Big Bandleader im Bereich des Swing und der Populären Musik.
Osborne stammte aus einem schottischen Adelsgeschlecht; sein Vater war angeblich ein Lord Oliphant.

## Leben
Er gründete 1924 in New York seine erste Tanzband, die vorwiegend in den damaligen Flüsterkneipen, den Speakeasys auftrat. Nach einigen Monaten bekam er die Gelegenheit zu einem längeren Engagement im Kentucky Club, wo zuvor das Duke Ellington Orchestra aufgetreten war. Durch seine Aufnahmen für Columbia, Banner, Mellotone, Perfect, Decca, Varsity, Black & White und die Radio-Mitschnitte ihrer Auftritte wurde die Will Osborne Band bald eine landesweite Attraktion.
Mitte der 1930er Jahre schuf Osborne einen eigenwilligen Stil mit vier Posaunen, die in Papp-Megaphone bliesen, wie in „Listen To The Glissin“ für Decca von 1936 mit Osborne als Sänger. Damals nannten sie sich Will Osborne & His Slide Music. Der Bandleader, der wegen seines Posaunenklangs oft irrtümlich für einen Posaunisten gehalten wurde, entwickelte als Bandsänger einen typischen Croonerstil.
Ende der 1930er Jahre gingen sie auf eine Tournee an die Westküste der USA und gastierten u. a. im Palomar Ballroom in Los Angeles. Dort errichtete Osborne Mitte der 40er sein Hauptquartier und hatte – wie viele andere Bandleader auch – zahlreiche Auftritte in Filmen, wie der Warner Brothers oder der Paramount Pictures sowie in der Radioshow von Abbott und Costello. Will Osborne war 1941 in dem Musikfilm Blues in the Night, 1944 in dem Abbott and Costello-Streifen In Society und 1946 in Swing Parade zu sehen.
In dieser Zeit war der Stil seines Orchesters stark am Swing orientiert; änderte jedoch nach Kriegsende den Charakter der Band hin zu einem Smooth-Stil. 1946 nahm er für Black & White Records auf („In the Moon Mist“); 1947/48 gehörten seiner Band 17 Musiker und ein Bandsänger an; Osborne blieb dann noch bis Ende der 50er als Bandleader im Musikgeschäft aktiv. Danach wurde er Direktor des Harvey’s, eines populären Casinoclubs in Lake Tahoe, Nevada. Seine letzten Jahre verbrachte er in Newport Beach (Kalifornien).
Osborne schrieb im Laufe seiner Karriere auch zahlreiche Titel, wie Between 18th and 19th on Chestnut Street, der ein Hit für Bing Crosby und Connee Boswell wurde, Pompton Turnpike für Charlie Barnets Orchester, Wouldst Could I But Kiss Thy Hand, Oh Babe, den Will Osborne and His Slide Music 1940 mit dem Sänger „Doghouse“ Dale Jones spielten. Ein Erfolg wurde der Titel aber erst durch die Version von Glen Gray und dem Casa Loma Orchestra. Osborne schrieb diese Songs gemeinsam mit Dick „Stinky Rogers“, der auch in seiner Band sang und sie später übernahm. Ein weiterer Titel Osbornes war On a Blue and Moonless Night, den das Wayne King Orchester zu einem Hit machte.

## Diskographische Hinweise
- Uncollected Will Osborne & His Orchestra (Hindsight Records, 1936)